# Anumeta brunnea
Anumeta brunnea là một loài bướm đêm trong họ Erebidae.